# Lactoria
Lactoria is een geslacht van straalvinnige vissen uit de familie van de koffervissen (Ostraciidae). De wetenschappelijke naam van het geslacht is voor het eerst geldig gepubliceerd in 1902 door Jordan & Fowler als naam voor een ondergeslacht van Ostracion. Deze groep werd in 1980 door James Tyler opgewaardeerd tot geslacht.

## Soorten
- Lactoria cornuta (Linnaeus, 1758) – Langhoornkoffervis
- Lactoria diaphana (Bloch & Schneider, 1801)
- Lactoria fornasini (Bianconi, 1846)
- Lactoria paschae (Rendahl, 1921)
- Lactoria cornutus (Linnaeus, 1758) onjuiste spelling voor L. cornuta
- Lactoria diaphanus (Bloch & Schneider, 1801) onjuiste spelling voor L. diaphana
- Lactoria diaphinus (Bloch & Schneider, 1801) onjuiste spelling voor L. diaphana
- Lactoria fuscomaculata von Bonde, 1923 = Lactoria fornasini
- Lactoria galeodon Jenkins, 1903 = Lactoria fornasini
- Lactoria schlemmeri Jordan & Snyder, 1904 = Lactoria diaphana